# Donzy-le-National
Donzy-le-National è un comune francese di 195 abitanti situato nel dipartimento della Saona e Loira nella regione della Borgogna-Franca Contea.

## Società

### Evoluzione demografica
Abitanti censiti